# Ralph Benatzky
Ralph Benatzky (Moravské Budějovice, 5 giugno 1884 – Zurigo, 16 ottobre 1957) è stato un compositore austriaco.

## Biografia
Rudolf Josef František Benatzki è nato da genitori Cechi.
Nel 1913 ebbe la prima assoluta la sua operetta Der lachende Dreibund all'Apollo-Theater di Berlino e nel 1916 il suo Singspiele Liebe im Schnee al Ronacher-Theater di Vienna.
La sua operetta Yuschi tanzt ebbe la prima assoluta al Carltheater di Vienna nel 1920 e la prima al Teatro La Fenice di Venezia nel 1922, Ein Märchen aus Florenz nell'Johann Strauß Theater di Vienna nel 1923, Adieu Mimi al Carltheater nel 1926, la rivista-operetta Die drei Musketiere nel 1929 al Großes Schauspielhaus di Berlino e l'operetta Meine Schwester und ich con Felix Bressart al Konzerthaus Berlin nel 1930. 
Ma è celebre per il Singspiel romantico Al cavallino bianco che ebbe la prima assoluta come Im weissen Rössl con Otto Wallburg, Paul Hörbiger, Siegfried Arno e Camilla Spira al Großes Schauspielhaus nel 1930.
Sempre nello stesso anno la sua Meet My Sister (Meine Schwester und ich) ebbe la prima con Walter Slezak allo Shubert Theatre di New York.
Nel 1931 Meet My Sister ebbe la prima con Slezak nell'Imperial Theatre di New York e come Meine Schwester und ich al Teatro Odeon di Milano
e White Horse Inn (Al cavallino bianco) al London Coliseum di Londra e come Im weissen Rössl al Schauspielhaus di Vienna ed a Budapest.
Nel 1932 L'auberge du Cheval Blanc ebbe la prima con successo al Théâtre Mogador di Parigi.
Nel 1933 la sua operetta Bezauberndes Fräulein! ebbe la prima al Deutsches Volkstheater di Vienna e nel 1934 come La ragazza indiavolata (Bezauberndes Fräulein!) al Teatro Quirino di Roma.
Nel 1936 la sua Axel an der Himmelstür ebbe la prima assoluta diretta da Anton Paulik al Theater an der Wien e White Horse Inn con Kitty Carlisle, Almira Sessions e Buster West ebbe la prima al Center Theater di New York.
Nel 1937 cura le musiche del film La prigioniera di Sidney.
Nel 1940 avviene la prima assoluta della sua commedia musicale Angelina a Basilea ed avviene la prima di Al cavallino bianco al Teatro del Corso di Bologna.
Nel 1945 cura la traduzione tedesca di Porgy and Bess per la prima all'Opernhaus Zürich e nel 1948 avviene la prima di L'auberge du Cheval Blanc al Théâtre du Châtelet di Parigi.